# Petrus Pustet
Petrus Pustet, nom en religion de Johann Jakob Buechstött (né le 16 mars 1764 à Hemau, mort le 24 avril 1825 à Eichstätt) est évêque d'Eichstätt de 1824 à sa mort.

## Biographie
La famille serait d'origine italienne et portait à l'origine le nom de "Bustetto", qui fut plus tard germanisé sous le nom de "Buechstött". L'aîné de six enfants du maître d'école de Hemau Johann Georg Buechstött et de son épouse Maria Anna Bakl fréquente les écoles des abbayes de Prüfening et Saint-Emmeran, puis le gymnasium de Ratisbonne et enfin le lycée de Hemau. À 20 ans, il rejoint les chanoines augustins de Rohr en 1784, reçoit le nom en religion Petrus et prononce ses vœux le 7 novembre 1785. Il étudie la théologie à l'abbaye et est ordonné prêtre le 23 septembre 1787. Au début, il est bibliothécaire de l'abbaye et prêtre auxiliaire et prédicateur des jours de fête à Rohr et dans d'autres paroisses appartenant à l'abbaye.
En 1790, il obtient son doctorat en philosophie de l'université d'Ingolstadt. Il est ensuite enseignant au gymnasium d'Ingolstadt, qui est affecté à son ordre. En 1794, il retourne à l'abbaye de Rohr, où il est maître des novices et à partir de 1796, il pastorise la paroisse de Laaberberg en tant que prêtre vicaire. À partir de 1796, il écrit son nom Pustet. Le 2 septembre 1801, l'abbaye de Rohr l'élit dernier prévôt et chanoine régulier du Latran.
Lors de la sécularisation, l'abbaye de Rohr est dissoute le 29 mars 1803. Il part à Kumpfmühl près de Ratisbonne, puis à l'ancienne chartreuse de Prüll, où il vit dans l'isolement. En 1813, le roi Maximilien le nomme inspecteur de district des écoles élémentaires catholiques de Ratisbonne, et en 1818, il est conseiller du consistoire épiscopal de Ratisbonne. En 1821, il devint l'un des premiers chanoines du chapitre de la cathédrale. En 1823, l'évêque de Ratisbonne Jean-Népomucène de Wolf le nomme official.
Après la mort du dernier prince-évêque d'Eichstätt Joseph von Stubenberg le 29 janvier 1824, Petrus Pustet est choisi comme évêque d'Eichstätt par le roi Maximilien le 4 mars 1824 et confirmé le 24 mai 1824. La consécration a lieu le 3 octobre 1824 à Eichstätt. Il est le premier évêque non aristocratique d'Eichstätt depuis plusieurs siècles. Six mois après sa prise de fonction, il s'effondre épuisé après l'office pontifical du dimanche de Pâques et meurt trois semaines plus tard. Il est enterré dans la nef centrale de la cathédrale d'Eichstätt. Un simple monument dans le cloître de la cathédrale le rappelle.
Il est l'oncle de Friedrich Pustet (de), fondateur de la maison d'édition (de) qui porte son nom.